# Mordovia
Cộng hòa Mordovia (tiếng Nga: Респу́блика Мордо́вия, chuyển tự: Respublika Mordoviya, IPA: [rʲɪsˈpublʲɪkə mɐrˈdovʲɪjə]; tiếng Moksha/tiếng Erzya: Мордовия Республикась, Mordovija Respublikaś), thường gọi đơn giản là Mordvinia, là một chủ thể liên bang của Nga (một nước cộng hòa). Thủ đô là thành phố Saransk. Theo thống kê 2010, dân số nước này là 834.755 người. Người Nga (53,4%) và người Mordvin (40,0%) chiếm phần đông dân số.

## Liên kết
- (tiếng Nga) Official website of the Republic of Mordovia Lưu trữ ngày 18 tháng 9 năm 2008 tại Wayback Machine.
- (tiếng Nga) Official website of Mordovian State University.
- (tiếng Anh) (tiếng Nga) (tiếng Pháp) International Relations Office of Mordovian State University Lưu trữ ngày 5 tháng 3 năm 2005 tại Wayback Machine
- (tiếng Nga) Official website of the National Library of the Republic of Mordovia Lưu trữ ngày 3 tháng 11 năm 2005 tại Wayback Machine
- (tiếng Nga) Official website of the State Puppet Theater of the Republic of Mordovia Lưu trữ ngày 27 tháng 5 năm 2010 tại Wayback Machine.